# Équipe cycliste 7 Eleven Cliqq Roadbike Philippines
L'équipe cycliste 7 Eleven Cliqq Roadbike Philippines est une équipe cycliste philippine participant aux circuits continentaux de cyclisme et en particulier l'UCI Asia Tour. Elle fait partie des équipes continentales.
Elle ne doit pas être confondue avec l'équipe américaine 7-Eleven, active de 1981 à 1990.

## Principales victoires

### Courses par étapes
- PRUride PH : 2019 (Marcelo Felipe)

## Classements UCI
L'équipe participe aux épreuves des circuits continentaux et en particulier de l'UCI Europe Tour. Les tableaux ci-dessous présentent les classements de l'équipe sur les différents circuits, ainsi que son meilleur coureur au classement individuel.
UCI Africa Tour
| UCI Africa Tour | UCI Africa Tour        | UCI Africa Tour                           | UCI Africa Tour |
| Année           | Classement par équipes | Meilleur coureur au classement individuel |                 |
| --------------- | ---------------------- | ----------------------------------------- | --------------- |
| 2019            | -                      | Natnael Mebrahtom (27e)                   |                 |
|                 |                        |                                           |                 |
| Source : UCI    |                        |                                           |                 |

UCI Asia Tour
| UCI Asia Tour | UCI Asia Tour          | UCI Asia Tour                             | UCI Asia Tour |
| Année         | Classement par équipes | Meilleur coureur au classement individuel |               |
| ------------- | ---------------------- | ----------------------------------------- | ------------- |
| 2013          | 44e                    | Ronnel Hualda (129e)                      |               |
| 2014          | 51e                    | Mark Galedo (67e)                         |               |
| 2015          | 24e                    | Mark Galedo (30e)                         |               |
| 2016          | 36e                    | Marcelo Felipe (128e)                     |               |
| 2017          | 33e                    | Edgar Nohales (113e)                      |               |
| 2018          | 69e                    | Marcelo Felipe (299e)                     |               |
| 2019          | 20e                    | Marcelo Felipe (27e)                      |               |
| 2022          | 12e                    | Nichol Blanca Pareja (33e)                |               |
| 2023          | 25e                    | Marcelo Felipe (88e)                      |               |
|               |                        |                                           |               |
| Source : UCI  |                        |                                           |               |

L'équipe est également classée au Classement mondial UCI qui prend en compte toutes les épreuves UCI et concerne toutes les équipes UCI.
| Classement mondial | Classement mondial     | Classement mondial                        | Classement mondial |
| Année              | Classement par équipes | Meilleur coureur au classement individuel |                    |
| ------------------ | ---------------------- | ----------------------------------------- | ------------------ |
| 2016               | -                      | Marcelo Felipe (880e)                     |                    |
| 2019               | 133e                   | Natnael Mebrahtom (603e)                  |                    |
| 2022               | 109e                   | Nichol Blanca Pareja (701e)               |                    |
| 2023               | 149e                   | Nichol Blanca Pareja (1703e)              |                    |
|                    |                        |                                           |                    |
| Source : UCI       |                        |                                           |                    |

## 7Eleven-Cliqq-Air21 by RoadBike Philippines en 2022
| Cycliste               | Date de naissance | Nationalité | Équipe 2021                                 |  |
| ---------------------- | ----------------- | ----------- | ------------------------------------------- |  |
| Rench Michael Bondoc   | 11 août 2001      | Philippines | 7Eleven-Cliqq-Air21 by RoadBike Philippines |  |
| Jhonrey Buccat         | 19 juillet 2000   | Philippines | 7Eleven-Cliqq-Air21 by RoadBike Philippines |  |
| Junreck Carcueva       | 19 juillet 1997   | Philippines | 7Eleven-Cliqq-Air21 by RoadBike Philippines |  |
| Marcelo Felipe         | 10 février 1990   | Philippines | 7Eleven-Cliqq-Air21 by RoadBike Philippines |  |
| Mark John Lexer Galedo | 11 septembre 1985 | Philippines | 7Eleven-Cliqq-Air21 by RoadBike Philippines |  |
| Marco Lumanog          | 10 septembre 1998 | Philippines |                                             |  |
| Nichol Blanca Pareja   | 10 août 2000      | Philippines | 7Eleven-Cliqq-Air21 by RoadBike Philippines |  |
| Ar-jay Peralta         | 5 août 1993       | Philippines | 7Eleven-Cliqq-Air21 by RoadBike Philippines |  |
| John Salazar           | 8 juin 1998       | Philippines |                                             |  |
| Gilbert Valdez         | 17 novembre 1993  | Philippines |                                             |  |